# Крайние точки Франции

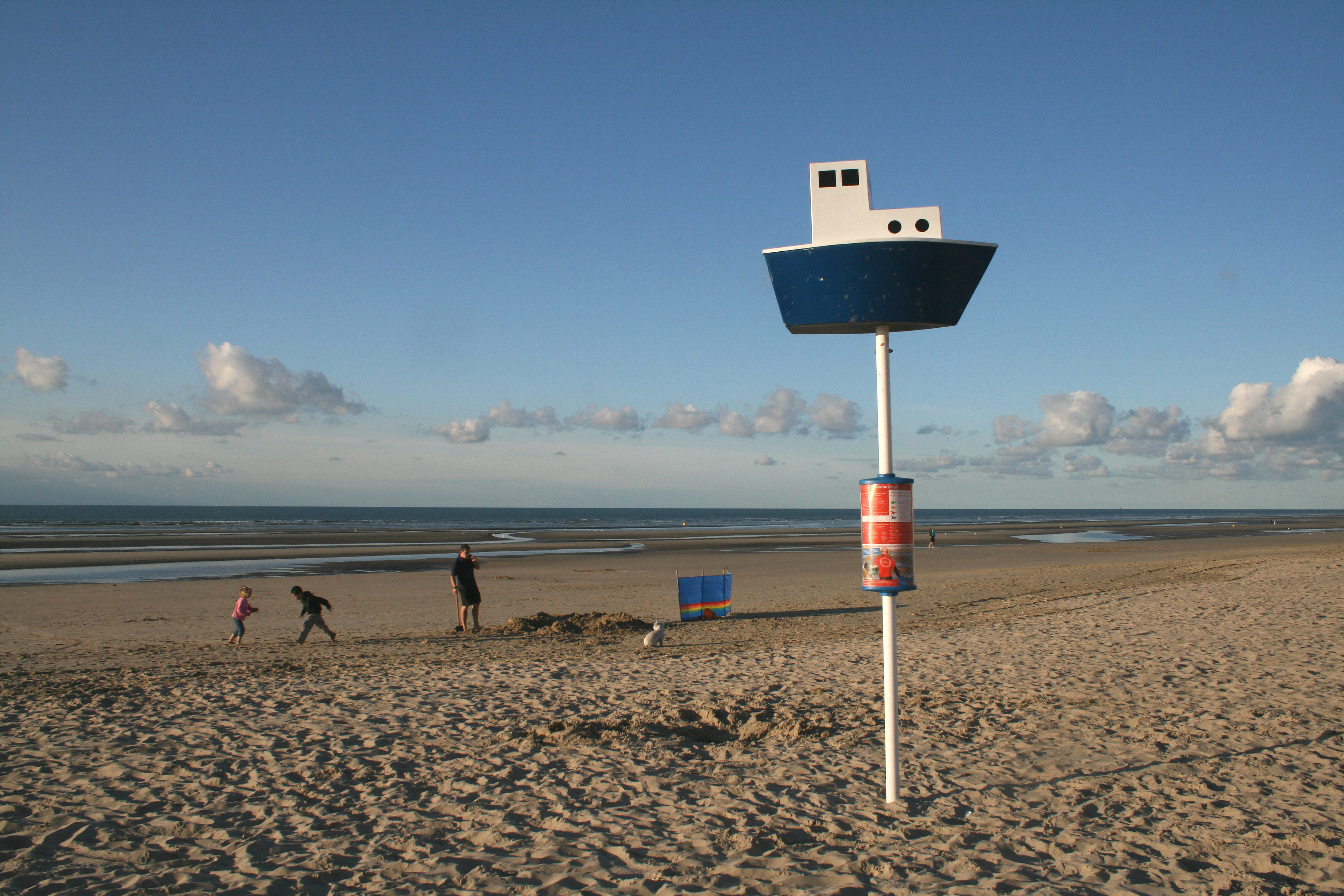
Пляж в городе Бре-Дюн — самой северной точке Франции

Ниже приведён список крайних точек Франции.

## Континентальная территория страны
Точки, являющиеся крайними для основной территории Франции, исключая острова.
- Северная точка — коммуна Бре-Дюн, департамент Нор (51°04′18″ с. ш. 02°31′42″ в. д.HGЯO)
- Восточная точка — город Лотербур, департамент Нижний Рейн (48°58′02″ с. ш. 08°13′50″ в. д.HGЯO)
- Южная точка — деревня Пуч-де-Кома-Негра, коммуна Ламанер, департамент Восточные Пиренеи (42°19′55″ с. ш. 02°32′00″ в. д.HGЯO)
- Западная точка — мыс Пуэнт-де-Корсан, коммуна Плуарзель, департамент Финистер (48°24′46″ с. ш. 04°47′44″ з. д.HGЯO)

## Европейская территория страны
Точки, являющиеся крайними для основной территории Франции, включая острова, но исключая владения в других частях света.
- Северная точка — коммуна Бре-Дюн, департамент Нор (51°04′18″ с. ш. 02°31′42″ в. д.HGЯO)
- Восточная точка — город Алерия, департамент Верхняя Корсика (42°06′53″ с. ш. 09°30′48″ в. д.HGЯO)
- Южная точка — риф Лавецци, острова Лавецци, коммуна Бонифачо, департамент Южная Корсика (41°19′00″ с. ш. 09°15′00″ в. д.HGЯO)
- Западная точка — маяк Нивидик, мыс Перн, остров Уэссан, департамент Финистер (48°26′45″ с. ш. 05°09′04″ з. д.HGЯO)

## Территория вместе с заморскими департаментами

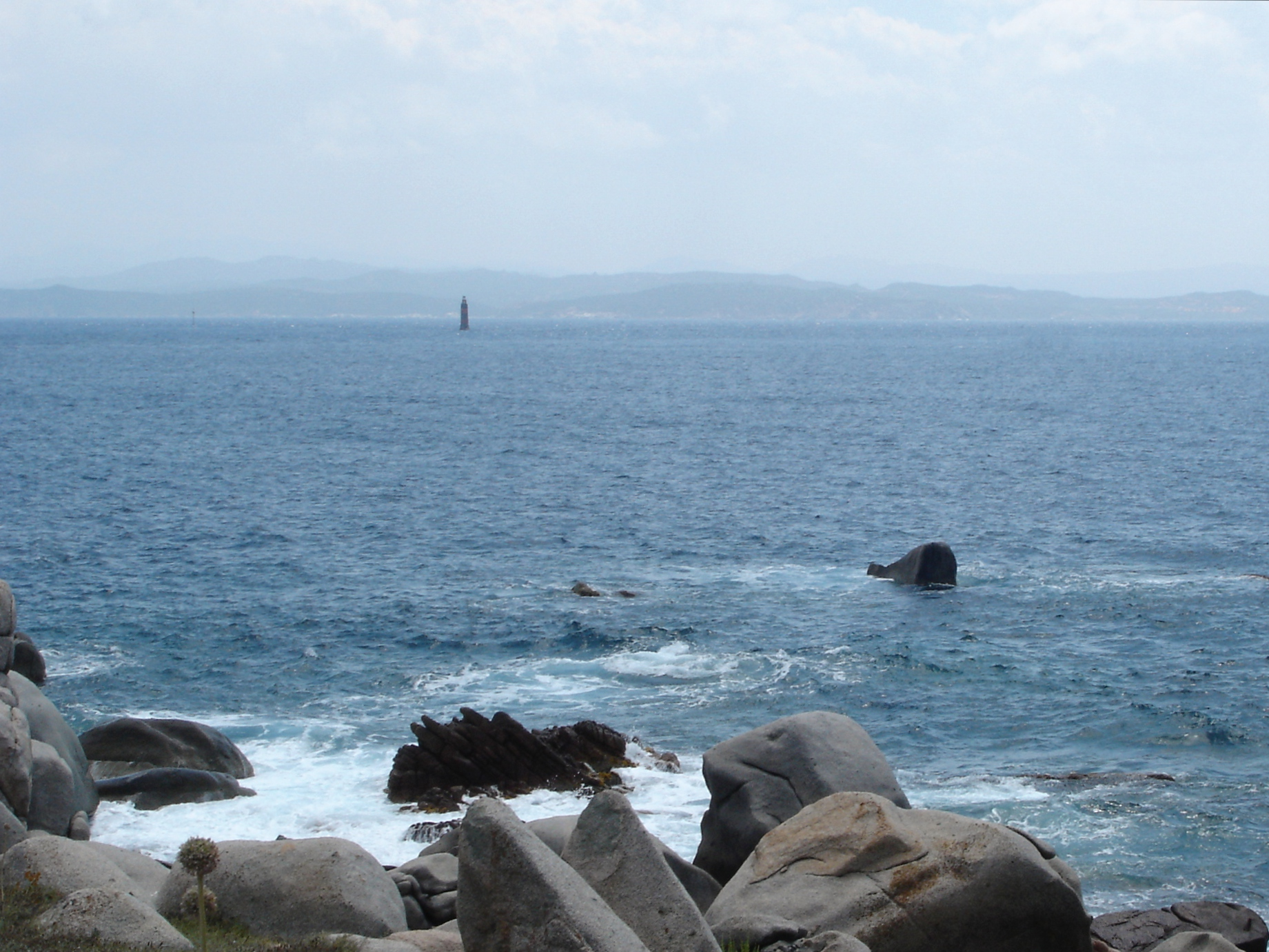
Риф Лавецци — крайняя южная точка метрополии Франции

Точки, являющиеся крайними для территории Франции, включая её европейскую территорию и заморские департаменты.
- Северная точка — коммуна Бре-Дюн, департамент Нор (51°04′18″ с. ш. 02°31′42″ в. д.HGЯO)
- Восточная точка — мыс Каскад, коммуна Сент-Роз, Реюньон (21°11′ ю. ш. 55°50′ в. д.HGЯO)
- Южная точка — мыс Ланжевен, коммуна Сен-Жозеф, Реюньон (22°23′ ю. ш. 55°38′ в. д.HGЯO)
- Западная точка — мыс Ла-Пуант-Нуар, Гваделупа (16°16′ с. ш. 61°48′ з. д.HGЯO)

## Территория всех французских владений
Точки, являющиеся крайними для всей территории Франции, включая её европейскую территорию, заморские департаменты, заморские сообщества и заморские административно-территориальные образования с особым статусом.
- Северная точка — коммуна Бре-Дюн, департамент Нор (51°04′18″ с. ш. 02°31′42″ в. д.HGЯO)
- Восточная точка:
  - Наиболее восточная точка с точки зрения географической долготы — остров Юнтер, Новая Каледония (22°31′ ю. ш. 172°06′ в. д.HGЯO)
  - Наиболее восточная точка с точки зрения линии перемены даты — риф Нукухифала, острова Уоллис, Уоллис и Футуна (13°17′20″ ю. ш. 176°07′27″ з. д.HGЯO)
- Южная точка — острова Буан близ острова Кергелен, Французские южные и антарктические территории (50°01′ ю. ш. 68°52′ в. д.HGЯO)
- Западная точка:
  - Наиболее западная точка с точки зрения географической долготы — деревня Толоке, остров Футуна, Уоллис и Футуна (14°42′ ю. ш. 178°33′ з. д.HGЯO)
  - Наиболее западная точка с точки зрения линии перемены даты — атолл Мануаэ, Французская Полинезия (16°31′ ю. ш. 154°42′ з. д.HGЯO)